# St. Hansko i Try
|  | Denne artikel er oprettet af botten Steenthbot ud fra en ekstern database. Den kan derfor have sproglige fejl eller mangler. Denne skabelon kan fjernes efter kontrol af indholdet. |

St. Hansko i Try er en dansk dokumentarisk optagelse fra 1933.

## Handling
Sankt Hansaften den 23. juni 1933 i Try ved Dronninglund i Vendsyssel. Inden køerne drives hjem fra marken, pynter landsbyens piger dem med blomster og grønt. De pyntede køer drives hjem og vandes ved landsbyens gadekær, før de skal på stald for natten.